# PLANET-B
Nozomi (del japonès "esperança" i coneguda abans de llançament com a PLANET-B) era una sonda destinada a l'estudi de l'atmosfera marciana. Va ser muntada per l'Agència Japonesa d'Exploració Aeroespacial de la Universitat de Tòquio, i llançada el 3 de juliol de 1998 a les 18:12:00 UTC amb una massa seca en òrbita de 258 kg.
Nozomi va ser dissenyada per estudiar l'atmosfera externa de Mart i la seva interacció amb el vent solar i per desenvolupar tecnologies que serien usades en futures missions interplanetàries. Els objectius específics dels instruments a bord eren: mesurar l'estructura, composició i dinàmica de la ionosfera marciana; els efectes del vent solar; la fuita de les partícules de l'atmosfera marciana a l'espai; el camp magnètic intrínsec; els efectes del camp magnètic solar; l'estructura de la magnetosfera; i l'existència de pols en l'atmosfera exterior i fins i tot en òrbita al voltant de Mart. La missió a més estava capacitada per obtenir imatges de la superfície del planeta. Una sèrie de fallades en el sistema elèctric van fer impossible a la sonda que aconseguís l'òrbita de Mart.

## Desenvolupament de la missió

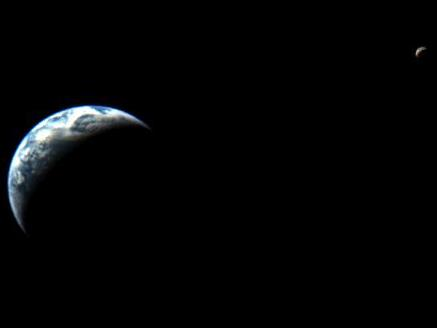
Fotografia de la Terra i la Lluna presa per la sonda Nozomi.

Després del llançament a bord d'un M-V, Nozomi va entrar en una òrbita geocèntrica amb un perigeu de 340 km i un apogeu de 400.000 km. La sonda va realitzar un sobrevol lunar el 24 de setembre i un altre el 18 de desembre de 1998 per incrementar l'apogeu de la seva òrbita. Aquesta assistència gravitacional juntament amb un encès de 7 minuts del seu motor van col·locar a Nozomi en trajectòria de fuita cap a Mart. Estava previst que aconseguís el planeta vermell l'11 d'octubre de 1999 a les 7:45:14 UTC, però a causa d'una vàlvula amb problemes va perdre part del combustible, deixant la sonda amb insuficient acceleració per aconseguir la trajectòria prevista. Per corregir-ho es van efectuar dues maniobres de correcció de la ruta el 21 de desembre que van usar més propelente que el que estava previst, per la qual cosa sonda va quedar curta de combustible.
El nou pla per Nozomi va ser que romangués en una òrbita heliocèntrica durant quatre anys, i després de realitzar dos sobrevuelos a la Terra al desembre de 2002 i juny de 2003, trobar-se amb Mart a una velocitat menor que la inicialment prevista al desembre de 2003. El 21 d'abril de 2002, quan Nozomi s'aproximava a la Terra per a la primera maniobra d'assistència gravitatòria, grans flamarades solars van danyar els sistemes de comunicació i energia a bord de la sonda. Un tall elèctric va causar que la hidracina que usava la nau com propelente escapés lliurement cap a l'exterior de la nau. El 9 de desembre de 2003, els esforços per orientar la sonda per preparar-la per a la inserció orbital prevista per al dia 14 d'aquest mateix mes van fallar, i les esperances de salvar la missió van desaparèixer. La sonda va sobrevolar Mart el 14 de desembre de 2003 i va continuar en una òrbita heliocèntrica d'aproximadament 2 anys de període. Encara que aquesta missió ha estat abandonada la sonda segueix activa.
En teoria Nozomi hauria d'haver estat inserida en una òrbita molt excèntrica sobre Mart amb un periastre de 300 km sobre la superfície, un apoastro de 15 radis marcians i una inclinació de 170 graus respecte al pla de l'eclíptica. Després de la inserció el masteler i les antenes haurien d'haver estat desplegades, i s'hagués baixat el periastre a 150 km, amb un període orbital d'unes 38.5 hores. La missió va ser planejada per a un any marcià (aproximadament dos anys terrestres), mentre que una extensió de la missió podria haver durat entre tres i cinc anys més. La sonda també tenia previst apuntar les seves càmeres a les llunes Fobos i Deimos.

## La sonda i els seus instruments
Nozomi era un prisma rectangular d'1,6 metres quadrats i 0,58 metres d'alt amb les cantonades truncades. Estenent-se des dels dos costats oposats hi havia panells solars, mentre que en la part superior hi havia una antena i en la inferior estava la unitat de propulsió. La sonda disposava dels següents instruments:
- Imaging Camera
- Neutral Mass Spectrometer
- Dust Counter
- Thermal Plasma Analyser
- Magnetometer
- Electron and Ion Spectrum Analysers
- Ion Mass Spectrograph
- High Energy Particles Experiment
- VUV Imaging Spectrometer
- Sounder and Plasma Wave Detector
- LF Wave Analyser
- Electron Temperature Probe
- UV Scanner

La massa total prevista per a instruments científics era de 33 kg. Aquesta sonda va ser la primera missió interplanetària en la qual va participar l'Agència Espacial Canadenca, que va aportar el Thermal Plasma Analyser.